# ドラゴンクエストI・II
『ドラゴンクエストI・II』（ドラゴンクエストワンツー）は、エニックス（現：スクウェア・エニックス）より発売されたゲームソフト。ジャンルはRPG。
日本では、1993年（平成5年）にスーパーファミコン（以下SFC）用ソフトとして発売。また、1999年（平成11年）にはゲームボーイ（以下GB）用として『ゲームボーイ ドラゴンクエストI・II』が発売された。2011年（平成23年）9月15日発売のWii用ソフト『ドラゴンクエスト25周年記念 ファミコン&スーパーファミコン ドラゴンクエストI・II・III』にはSFC版が収録された。
北米では2000年にゲームボーイ用ソフト『Dragon Warrior I & II』として発売された。
2025年10月30日にHD-2Dリメイク版『ドラゴンクエストI&II』が発売予定。プラットフォームはNintendo Switch 2・Nintendo Switch・PlayStation 5・Xbox Series X/S・Steam・Microsoft Store on Windows。

## 概要
ファミリーコンピュータ（以下FC）用として発売されたドラゴンクエストシリーズの作品のうち、第1作『ドラゴンクエスト』（以降『I』）と第2作『ドラゴンクエストII 悪霊の神々』（以降『II』）を1本のソフトとしてリメイクしたものである。SFC版『ドラゴンクエストI・II』は、同シリーズ初のリメイク作となり、以降、旧ゲーム機の作品の多くが当時の主流ゲーム機でリメイクされていく。
世界観やストーリーはFC版、MSX版、MSX2版（以降これらをまとめて「旧作」とする）からほとんど変更が無いが、操作性は向上している。また、詳細は以下に示すが、ゲームバランス面で細かい調整が加えられており、よりプレイしやすくなった。
『I』『II』のどちらからでもプレイすることが可能で、冒険の書（セーブファイル）も各作品ごとに3つまで作ることができる。
キャッチコピーは「目を開けて夢を見よ」。GBC版は「これが冒険、これがRPG」。
本項目では、SFC版およびGB版『ドラゴンクエストI・II』における特徴や、オリジナル版との比較などについて述べる。登場人物や世界設定に関してはそれぞれ旧作の記事を参照のこと。

## スーパーファミコン版
キャラクター操作や画面仕様などは本作の前年に発売されたSFC版『ドラゴンクエストV 天空の花嫁』（以降『V』）がベースとなっている。ただし、マップ上のキャラクターのサイズは旧作とほぼ同じである。
グラフィック面では、毒の沼地の色が今作から紫色になっていたり、町や城ごとに壁や床の模様、色などに変化を持たせるようになったり、マイラの村での木漏れ日やロンダルキアへの洞窟での靄といった『V』には無かった特殊効果が取り入れられた。

### シリーズからの継承
ボタン一発で会話や調査ができる「べんりボタン」機能、その場で装備可能な買い物システム、アイテムの預かり所、パーティの現在位置をゲーム画面上で確認する世界地図（『II』）など、多くの要素が『V』から継承されている。
旧作のパスワード（復活の呪文）入力によりゲームを続行するシステムが、『ドラゴンクエストIII』以降と同じバッテリーバックアップによるセーブ機能（冒険の書）に変更された（『I』、『II』で各3ファイル）。これにより、ダンジョンから一度出て入りなおしても、宝箱の中身が復活しなくなり、重要アイテムを店に売却できなくなった（旧作ではかなりの安価で引き取られる）。これに関連して、宝箱の中身が強力もしくは高価なアイテムに変更された箇所が全体的に見られる。
武器・防具は『I』でもほかのドラゴンクエスト作品と同様「どうぐ」のウィンドウに表示され（武器・鎧・盾それぞれ複数所持可能）、「そうび」コマンドで装備する扱いとなったが、『I』における「やくそう」と「かぎ」は、従来どおり6個までまとめて持つ方式である。また、『I』『II』ともに、「いのちのきのみ」「ちからのたね」などのステータスアップアイテムが追加された。
『I』での呪文は、以降の作品同様に、場面に応じて移動用・戦闘用のみが限定して表示される。旧作では移動用・戦闘用が常時全て表示されており、例えば移動中に戦闘用の「ギラ」などを使うとMPだけ消費し効果無効になり、戦闘中に移動用の「リレミト」などを使うと戦いには使えないとメッセージが出るシステムであった。
戦闘においては、背景画像や武器攻撃や呪文を唱えた際のアニメーションなどが追加された。また『V』で登場した「みのまもり」のステータスが追加され、守備力の計算方法も『V』と同様のものに変更されている。このほか、『I』『II』ともに「すばやさ」が行動順位に影響する、プレイヤー側が先制攻撃可能になるシステムの追加、旧作『I』に見られた「かいしんのいちげき」がミスする現象の削除、弱い敵からの「にげる」が必ず成功するなど、『III』以降とほぼ同様の戦闘システム仕様となっている。「せいすい」を戦闘中に使用すると敵にダメージが与えられる。また、「たいまつ」も同様に投げてダメージを与えられる。「せかいちず」に関しても戦闘中に使用が可能である。

### シナリオの追加
『II』において、北米のNES版に存在したゲーム開始時のオープニングシーンが、本作に追加された（ムーンブルク城がハーゴン軍団に襲撃されるシーン）。このオープニング用のBGMとして、楽曲『パストラール〜カタストロフ』が新たに追加された。
また同じく『II』において、ベラヌールの宿屋に初めて泊まった時、サマルトリアの王子がハーゴンの呪いにより病気になり、復帰条件を満たすまでパーティから離脱するイベントが追加された。

### ゲームバランスの調整
以下の点が変更され、全体的にクリアが容易となっている。
解説文中の呪文の詳細はドラゴンクエストシリーズの呪文体系を参照。
- モンスターのステータス・呪文耐性・戦闘中の行動パターンの修正、倒したときに手に入る経験値やゴールド（貨幣）の増加、「ふしぎなおどり」で吸い取られるMPの軽減[注釈 8]。
- ムーンブルクの王女の呪文に蘇生の呪文「ザオリク」が追加、その代わり「トラマナ」が削除され、「アバカム」を習得するレベルが、王女の全呪文の中で最後に変更となった（ちなみに、オリジナル版は「パルプンテ」が最後に習得）。
- 「ベギラマ」「ベホイミ」「スクルト」「ルカナン」の各呪文の威力の強化。ただし「ルカナン」は対象が敵全体→敵1グループに変更。
- FC版に比べSFC版では「バギ」が不安定、弱化気味となった。
- 『I』の「ホイミ」「ベホイミ」・『II』の「トラマナ」の消費MPが低減され、トラマナの仕様が溶岩や毒の沼地にも有効になったほか、有効期間もパーティー全員がダメージゾーンを出るまでに変更（旧作ではパーティーの先頭キャラが出るまで）された。
- 仲間の蘇生時にHPが最大値まで回復するようになった。また、戦闘中にプレイヤー側が死者の蘇生を可能になった（旧作ではHPが1にしかならず、戦闘中は敵のみ蘇生可能だった）。
- キャラクターが一度に持てるアイテム数が1人あたり最大10個に変更され、『I』でも後の作品と同様に装備品がアイテム欄に含まれる。
- 装備の性能の上昇。『I』の「ほのおのつるぎ」の特殊効果の追加、『II』のサマルトリアの王子の装備可能武器に「ロトのつるぎ」「ひかりのつるぎ」「はかいのつるぎ」が追加。
- 旧作には存在しなかった店の追加（リムルダールの道具屋、サマルトリアの武器防具屋）。
- 『II』のルプガナでのセーブ機能の追加。FC版ではルプガナで復活の呪文を聞くことができず、ムーンペタ以降のセーブポイントはかなり遠いラダトームまでお預けの形になっていた。
- 「ロンダルキアへの洞窟」の落とし穴が、一度落ちた場所はそれ以降目視で回避可能になった。
- 「ロンダルキアのほこら」の神官がHP・MP全回復の他に死者の蘇生も行うようになり、蘇生のために下界まで行く（教会または「せかいじゅのは」入手）必要が無くなった。
- 『II』の「メタルスライム」「はぐれメタル」の守備力が大幅に強化。「会心の一撃」や「パルプンテ」の特殊効果以外ではまずダメージを与えることが出来なくなった。
- 「ハーゴンの神殿」の中ボス3体（アトラス、バズズ、ベリアル）は、一度倒すと二度と出現しなくなった。また、同神殿の全てのボス（ラストボス含む）のダメージ演出が変更された（旧作では白くフラッシュするものだったが、通常モンスターと同様の点滅になった）。
- 『II』のラストボスの使用呪文から、完全回復の「ベホマ」が削除。その代わりにHPが大幅に増加し、守備力調整の「スクルト」「ルカナン」が使用呪文に追加。

### その他の変更点・共通
- 所持金の最大値が65535ゴールドから99999ゴールドに増加した。
- BGMの一部変更。『I』と『II』が同じソフトに収録されたことで、一部のBGMが両作品で共通化されている[注釈 9]。

### その他の変更点（『I』）
- 武器・防具の購入時の即座に古い装備を売却せずに手持ちのままとなった。
- 戦闘において「（主人公名）がみがまえるよりもはやく（モンスター名）はおそいかかってきた！」状況以外でも、コマンド入力後の行動順が『II』同様、主人公よりモンスターが先になる場合がある。
- 一部のモンスターの種族で中堅クラスのグラフィックが左右反転では無くなり、全て同じ向きになった。
- 「岩山の洞窟」「竜王の城」のダンジョンのマップの変更。
- 『III』同様、「にじのしずく」を使うのは一度だけになった。
- 竜王との問答が「はい・いいえ」の両方とも2段階になった[注釈 10]。
- 竜王の誘いに乗った場合の結末が夢オチに変更され、リムルダールからゲームを再開できる。その際「夕べは随分とうなされていた」と宿屋の主人にも心配されるが、FC版のように[注釈 11]主人公のステータスや所持している道具はイベントを行った時点から一切巻き戻されたりせず、武器が実際に失われることもない。

### その他の変更点（『II』）
- モンスターの出現匹数による獲得経験値の割増[注釈 12]が廃止。純粋にモンスターを倒した分だけ加算されるようになった。
- ローレシア地下牢の「じごくのつかい」が「あくましんかん」に変更。一度戦闘すると（こちらが全滅した場合も）二度と出現しない。この「あくましんかん」を倒すと必ず「いかずちのつえ」をドロップする（所持アイテムに空きがない場合はドロップしない）。またハーゴンの城でのあくましんかんやベリアルを倒した際に「いかずちのつえ」をドロップすることがある。
- 戦闘中に仲間全員のHPが0になった際のメッセージが変更された。
- オリジナル版ではエンディングを迎えるためにはベラヌールの町の通路の扉を1か所開ける必要があるが、リメイク版ではラストボスを倒すとその扉が消えるようになった。
- オリジナル版で登場した「まちのうたひめアンナ」は登場しない。
- 5つの紋章に関して、公式ガイドブックでは、物ではなく「心に刻む」ものとされている[4]。

## BSドラゴンクエストI
SFC版『I』のゲームプログラムをベースとした改変作品。SFC用衛星データ放送受信機「サテラビュー」の音声連動ゲームとして、1996年にセント・ギガがラジオ番組とともに放送した。放送日時は2月4日から3月1日、土曜日を除く18:00 - 19:00の1時間。同年4月29日から5月25日の月 - 土曜日17:00にも再放送された。「導入」「ダンジョン特集」「フィールド特集」「フィナーレ」と『I』のシナリオを分割した全4話構成となり、1週間に1話ずつ放送される。放送時間内や2話以降からの途中参加はできたが時間外にプレイすることはできなかった。
データ放送を共同運営した任天堂による雑誌広告やチラシでは、行列を作るスライムの絵とともに「並んでもゼッタイ買えない、ドラクエ。」のキャッチコピーがアピールされ、サテラビューの普及を牽引するキラーソフトとしての期待が込められた。
新たに制限時間、同時放送されたラジオドラマと連動したデモシーンやイベント、京田尚子演じるオリジナルキャラクターの老婆による音声ガイドを追加した。ゲーム上では老婆らのラジオドラマに合わせ「フィールド上の天候が変化する」「洞窟内でたいまつが不要となる」「主人公のステータスが上昇する」など様々なイベントが発生した。プレイヤーは50分程度の制限時間内で、主人公のレベルアップと武器・防具によるステータス強化、獲得経験値とゴールド、各話ごと設定されたシナリオ目標のクリアでそれぞれ得られる「ランキングポイント」を多く入手するとともに、各地に隠された「しあわせのメダル」を集めることが目的だった。
ラジオ番組冒頭では堀井雄二が登場し、『ドラゴンクエスト』の開発秘話やシリーズに対する想いを語るインタビューシーンが放送された。本編のラジオドラマでは細川ふみえがローラ姫を、松本梨香が精霊ルビスを演じた。村娘役の三重野瞳を含めた3人は当時サテラビュー連動ラジオ番組のパーソナリティを担当しており、特別出演として参加した。
最終回となる第4話のゲーム終了後にはランキングポイントとしあわせのメダルの入手数を暗号化したパスワードが表示され、本放送で実施されたランキングイベントに参加する際はこれをはがきでセント・ギガへ郵送する。成績上位者にはオリジナルグッズやはがきによる賞状が贈られた。番組を終了しデータ放送受信メニューへ戻る際には前年12月に発売された『ドラゴンクエストVI 幻の大地』の広告が表示された。

### 声の出演
- 京田尚子
- 井上真樹夫
- 柴田秀勝
- 佐藤正治
- 塩沢兼人
- 菅谷勇
- 戸谷公次
- 山田真一
- 中井和哉

特別出演
- 細川ふみえ
- 三重野瞳
- 松本梨香

### スタッフ
- シナリオ・ゲームデザイン：堀井雄二
- モンスターデザイン：鳥山明
- 作曲・編曲・指揮：すぎやまこういち
- 音声シナリオ：菱田達也
- オリジナル版プログラム：田村孝平
- BS版プログラム：佐々木誠、住吉伸啓、樽角真澄、小金沢信人、石川幹洋
- BS版サウンド：尾崎裕一
- BS版グラフィック：小野塚英二、三島幹雄、松原祥、
- BS版制作協力：矢作貞雄、山本秀樹（いずれもエニックス）
- スペシャルサンクス：西川佳孝、北村典子、スーパーマリオクラブデバグチーム
- BS版プロデューサー：薬師寺文佳（St.GIGA）、大和聡
- 音声ディレクター：板倉洋行（St.GIGA）
- BS版ゲームディレクター：堀田拓司
- 総合プロデューサー：千田幸信（エニックス）
- パブリッシャー：福島康博（エニックス）
- 制作：エニックス、任天堂、St.GIGA

| セント・ギガ 日曜日－土曜日 18:00 - 19:00 スーパーファミコンアワー 音声連動ゲーム枠                           | セント・ギガ 日曜日－土曜日 18:00 - 19:00 スーパーファミコンアワー 音声連動ゲーム枠                                                                           | セント・ギガ 日曜日－土曜日 18:00 - 19:00 スーパーファミコンアワー 音声連動ゲーム枠 |
| 前番組 | 番組名 | 次番組                                                                              |
| --- | --- | ----------------------------------------------------------------------------------- |
| BSマーヴェラス タイムアスレチック （日 - 水曜日）BSモノポリー講座 ボードウォークへの道 再放送 （木 - 土曜日） | BSドラゴンクエストI （1996年2月4日 - 3月1日・日 - 金曜日） - ナグザットカップ Satellaview Bass Tournament BIG FIGHT 再放送 （1996年2月10日 - 3月2日・土曜日） | BSゼルダの伝説 MAP2 再放送 （日 - 水曜日）わいわいでQ 春の採点 （木 - 土曜日）      |

## ゲームボーイ版
ゲームボーイとゲームボーイカラー共通対応。スーパーゲームボーイにも対応しており、城、街、ダンジョン、フィールドにそれぞれ専用フレームが表示される。フィールドの専用フレームはFC版のパッケージイラストをあしらったデザインになっている。
ゲーム内容はSFC版とほぼ同じであるが、マップ画面で一度に見渡せる範囲が狭くなっており、処理能力の関係から、町などのフロア数が増え、一部のキャラクターがそれらのフロアに移されている。ボタン操作が変更され、Aボタンが「べんりボタン」、Bボタンが「コマンドを開く」となった。コマンドは画面が切り替わるようになったため、「はなす」「しらべる」「とびら」は基本的に移動画面での「べんりボタン」で実行する方式になった（この仕様は、GBC版『III』でも同様となっている）。
戦闘背景は『I』の全戦闘と、『II』の終盤の中ボス・最終ボス戦で採用されている。
『I』において、ゲーム開始時のオープニングデモが追加された（ローラが連れ去られるシーンなどをイラストで紹介）。
旅の扉の効果音や一部音楽は『ドラゴンクエストモンスターズ』のものをそのまま流用している。
パッケージイラストに描かれているモンスターの中には『I』と『II』には登場しない人喰い草とアルミラージと土わらしが紛れている。

### 中断の書
携帯ゲーム機の性格上、プレイヤーはその場ですぐにゲームを中断せざるを得ない状況が起こりうる。このようなケースに対応するため、GB版では、その時点でのゲームの進行状況を即座にセーブし、次回ゲームを再開するときにその時点からすぐに始められるようにすることができる機能「中断の書」が追加された。ただし、これは「冒険の書」と違い一時的なデータの保存手段に過ぎず、一度「中断の書」を使ってゲームを再開すると、その「中断の書」は消えてしまう。
町やダンジョン内部で「中断の書」に記録した場合、再開時のスタート地点は中断の書に記録した場所ではなく、そのマップで最初に足を踏み入れた場所となる。後作では町・ダンジョン内の中断でも同じ場所から再開されるように修正された。
この機能は以降発売される本シリーズの携帯ゲーム機用作品や携帯電話アプリ作品でも採用されている。
中断の書の採用により、どこでも復活の呪文の発行または冒険の書の記録ができるアイテム「ふっかつのたま」が削除。旧作、SFC版ではモンスター「はぐれメタル」が「ふっかつのたま」を落としたが、GB版では「ふしぎなぼうし」に変更された。

### その他の変更点
- モンスターに通常攻撃を仕掛けるときに、武器アニメの前に攻撃音が鳴るようになった。
- モンスターが出現した時、戦闘のBGMが流れる前にSEが鳴るようになった。このSEはモンスターズからの流用であり、『I』では通常エンカウント用のSEが『II』ではボスモンスター用のSEが鳴る。
- 『果てしなき世界』にイントロ部分が追加された。
- 福引の5等の景品が「やくそう」から「キメラのつばさ」に変更されている。
- 福引で当たった時に流れる効果音が『II』のオリジナルの効果音から、『IV』以降のカジノで使用されている効果音と同様のものに変更された。

## HD-2D版
『III』HD-2D版と同様のグラフィックと青く光るキラキラを調べるとアイテムを入手する箇所が見られる他、『I』と『II』の各キャラクターの特技、小さなメダルなどの新規アイテムが追加された。

### 追加・変更点
下記は全プラットフォーム共通の仕様。
- これまでの『I』作品に無かった防具類の兜が追加。
- 『I』のラダトームは『II』および『III』と同様の城と城下町を一体化となって、フィールドから入った時に城下町からの変更となった。
- 『I』の戦闘のみ、敵1体だけでなく2体以上現れる。
- 『I』の消費アイテムのたいまつは廃止となり、洞窟内の壁側に最初からたいまつが掛かっている仕様として明るく照らすことになった。
- 『I』のロトの洞窟に、敵とのランダムエンカウントが発生するようになった。
- 『I』『II』の移動呪文「ルーラ」はダンジョン含めて訪れた各場所に移動できる。
- 『II』の福引き所に特等のアイテムが追加。

### Nintendo Switch系プラットフォームにおける仕様
本節の出典
HD-2D版はマルチプラットフォームだが、制作発表から約1年後、既に発表されていたNintendo Switch（以下「Switch」）の上位互換機種であるNintendo Switch 2（以下「Switch2」）でもリリースされる事が発表され、2025年7月にはSwitch版とSwitch2版は後述する特典データ関連を除き、それぞれ別々のソフトとして扱われる事が明らかになった（ストーリーや入手できるアイテムなど、ゲーム内容は同一となっている）。プラットフォーム間の仕様については下記のとおり。
- Switch版からSwitch2版へのアップグレードは不可で、将来的にそのような施策を行う予定も無い事が明言されている。
- Switch版のセーブデータのSwitch2への移行は不可（逆も同様）。
  - なお、Switch1版『III』のセーブデータを両機種とも同一のアカウントでSwitch2へ移行してSwitch2版『I・II』をプレイした際、『I・II』用のセーブデータ特典が得られるが、これについては特典を受け取る事が可能である（『I・II』『III』を両方ともSwitchで購入し、セーブデータ特典をNS1で受け取った後にSwitch2版『III』を購入した場合でも、上記の手順を踏めばセーブデータ特典入手が可能）。
- Switch2版には購入特典として幾つかのスペシャルアイテムがダウンロードコードとして提供されるが、同コードをSwitch版において使用する事は不可（逆も同様）。
- Switch版をSwitch2上でプレイすることは可能。ただしSwitch2でプレイする事でグラフィックなどのスペックが向上する仕様はない。

## 関連商品

### 音楽作品
†は廃盤。太字は2024年3月現在も販売されているCDである。
- † スーパーファミコン版 すぎやまこういち 交響組曲「ドラゴンクエストI」（Sony Records、SRCL-2733、1994年1月12日） - ロンドン・フィルハーモニー管弦楽団演奏のオーケストラと、SFC版のゲーム音源集。
- † スーパーファミコン版 すぎやまこういち 交響組曲「ドラゴンクエストII」（Sony Records、SRCL-2734、1994年2月21日） - ロンドン・フィルハーモニー管弦楽団演奏のオーケストラと、SFC版のゲーム音源集。
- 交響組曲「ドラゴンクエストI・II」（キングレコード、KICC-6315、2009年10月7日） - ロンドン・フィルハーモニー管弦楽団演奏。前8曲が『I』、後11曲が『II』の楽曲。
  - † 交響組曲「ドラゴンクエストI・II」（SPEビジュアルワークス、SVWC-7062、2000年8月23日）- レコード移籍に伴い廃盤。

### 書籍
- スーパーファミコン版
  - Vジャンプブックスゲームシリーズ ドラゴンクエストI・II
  - ドラゴンクエストI・II 公式ガイドブック (ISBN 978-4870257412)
- ゲームボーイ版
  - Vジャンプブックスゲームシリーズ ゲームボーイ ドラゴンクエストI・II (ISBN 978-4087790368)
  - ゲームボーイ ドラゴンクエストI・II 公式ガイドブック 上巻 世界編 (ISBN 978-4757501157)
  - ゲームボーイ ドラゴンクエストI・II 公式ガイドブック 下巻 知識編 (ISBN 978-4757501164)